# Vilja
A Vilja finn eredetű női név, jelentése: jó termésű, bőséges, gyümölcsöző.

## Gyakorisága
Az 1990-es években szórványos név, a 2000-es években nem szerepel a 100 leggyakoribb női név között.

## Névnapok
- augusztus 27.[2]